# Krumovo, Plovdiv
Krumovo (în bulgară Крумово) este un sat în comuna Rodopi, regiunea Plovdiv,  Bulgaria. 

## Demografie
Componența etnică a satului Krumovo
     Bulgari (68,32%)
     Nicio identificare (31,19%)
     Altele (0,6%)
La recensământul din 2011, populația satului Krumovo era de 3.129 locuitori. Din punct de vedere etnic, majoritatea locuitorilor (68,32%) erau bulgari. Pentru 31,19% din locuitori nu este cunoscută apartenența etnică.